# Turochamp
Turochamp ist der Name eines im Jahre 1948 von Alan Turing und David Champernowne entwickelten Schach-Algorithmus. Er gehörte zu den ersten Schach-Algorithmen der Welt.

## Funktionsweise
Um den besten Zug in einer Situation zu finden, werden normalerweise die nächsten zwei Züge, das heißt der eigene Zug und der nächste Zug des Gegners überprüft, man spricht auch von zwei Halbzügen. In speziellen Fällen muss aber noch weiter überlegt werden. Diese sind:
- Wenn eine Figur, die im letzten Zug geschlagen wurde, zurückgeschlagen werden kann.
- Wenn eine niederwertige Figur eine höherwertige schlagen kann.
- Wenn eine ungedeckte Figur geschlagen werden kann.
- Wenn der gegnerische König schachmatt gesetzt werden kann.

In diesen Fällen muss man alle möglichen Züge durchgehen, bis eine Stellung erreicht ist, die keine der oben genannten Eigenschaften mehr besitzt. Anschließend werden alle Stellungen bewertet. Dies geschieht nach folgendem System:
1. Material: Für jede Figur wird ihr Materialwert zur Stellungsbewertung addiert. Materialwerte sind für den Bauer 1, für den Springer 3, für den Läufer 3,5, für den Turm 5, für die Dame 10 und für den König 1000.
2. Mobilität: Für alle Figuren außer den Bauern und dem König wird die Quadratwurzel aus der Anzahl erlaubter Züge, die die Figur machen kann, zur Bewertung hinzugezählt. Dabei werden Schlagzüge doppelt gezählt
3. Deckung: Wenn ein Turm, Springer oder Läufer einfach gedeckt ist, gibt das einen Punkt. Wenn er doppelt gedeckt ist, gibt es 1,5 Punkte.
4. Mobilität des Königs: Zur Bewertung wird die Quadratwurzel aus der Anzahl erlaubter Königszüge ohne die Rochade addiert.
5. Königssicherheit: Die Anzahl der möglichen Züge, die eine Dame auf dem Feld des Königs hätte, wird subtrahiert.
6. Rochade: Wenn die Rochade noch möglich ist, wird zur Bewertung ein Punkt hinzugezählt. Ein weiterer Punkt wird addiert, wenn die Rochade direkt im nächsten Zug möglich ist. Ebenfalls mit zwei Punkten wird bewertet, wenn die Rochade im letzten Zug gemacht wurde.
7. Bauern: Für jedes Feld, das ein Bauer zurückgelegt hat, wird 0,2 addiert. Wenn ein Bauer von mindestens einer Figur (außer von einem anderen Bauern) gedeckt wird, ergibt das 0,3 Punkte.
8. Schach und Matt: Eine Mattdrohung ergibt einen Punkt, ein Schachgebot 0,5 Punkte.

Der Algorithmus entscheidet sich am Ende für denjenigen Zug, der zur besten Stellung mit dem höchsten Wert führt.

## Spiele
Es ist nur ein einziges Spiel bekannt, das Turing mit diesem Algorithmus gespielt hat. Ein möglicher Grund, warum er nicht mehr gespielt hat, könnte sein, dass die Berechnung eines einzigen Zuges etwa eine halbe Stunde dauerte. Das führte dazu, dass die Partie über eine Woche in Anspruch nahm. Die folgende Partie spielte Turing 1952 gegen seinen Kollegen Alick Glennie, einen Hobbyspieler. Turing gab die Partie auf, als er durch eine Fesselung die Dame verlor.
Turings Algorithmus – Alick Glennie, Manchester 1952  (ECO-Code C26)
1. e4 e5 2. Sc3 Sf6 3. d4 Lb4 4. Sf3 d6 5. Ld2 Sc6 6. d5 Sd4 7. h4 Lg4 8. a4 Sxf3+ 9. gxf3 Lh5 10. Lb5+ c6 11. dxc6 0–0 12. cxb7 Tb8 13. La6 Da5 14. De2 Sd7 15. Tg1 Sc5 16. Tg5 Lg6 17. Lb5 Sxb7 18. 0–0–0 Sc5 19. Lc6 Tfc8 20. Ld5 Lxc3 21. Lxc3 Dxa4 22. Kd2 Se6 23. Tg4 Sd4 24. Dd3 Sb5 25. Lb3 Da6 26. Lc4 Lh5 27. Tg3 Da4 28. Lxb5 Dxb5 29. Dxd6 Td8 0:1

## Programme
Bereits Alan Turing versuchte, seinen Algorithmus einem Rechner vom Typ Ferranti Mark I einzuprogrammieren. Allerdings konnte er seine Arbeit nicht beenden.